# Ticofurcilla
Ticofurcilla is een geslacht van weekdieren uit de klasse van de Gastropoda (slakken).

## Soort
- Ticofurcilla tica (Espinosa & Ortea, 2000)